# 饗老典
饗老典是台灣日治時期,第4任台灣總督兒玉源太郎與民政長官後藤新平實施「生物學的殖民地經營」策略之一，為培養對日本的情感，欲透過敬老尊賢的民情，藉著「老者」及「尊者」在地方上影響力，達到收攬民心之效。
明治31年（1898年）6月，乃仿效清代鄉飲酒禮之制，舉辦第1次饗老典，以示其能繼承漢民族道德教化的傳統，邀集台北縣內80歲以上的台籍男女耆宿314名與會，聚集在總督府內舞樂堂（即清代布政使司衙門原址），正門交叉豎立著日本國旗，四周繡著「壽世壽民」、「教忠教孝」等金絲字樣的紅布幕，懸掛幾十個彩燈，佈置莊嚴榮重，隨後開饗宴，演新劇，奏洋樂，出席者贈送紀念扇一對，百歲以上老者出席則致贈鳩杖一枝。
明治32年（1899年）4月9日兒玉總督在彰化文廟主持第2次饗老典，設宴於彰化公學校，受邀男性耆老260多人，女性700多人，有300多位耆老出席，兒玉致辭祝賀，由紳士林允卿以臺語譯述，並向諸名士徵詩文。同年11月在台南兩廣會館舉辦第3次饗老典，男72人、女92人，共164位耆老參加，第二、三次饗老典的致辭、謝辭及應徵的詩文並由總督府編輯成《慶饗老典錄》。最後一次則於明治33年（1900年）12月3日鳳山辦務署正廳舉辦第4次饗老典，儀式與宴饗大致與在台北舉行的相同。饗老典在台共舉辦了4次，統治者欲彰顯其對長者的尊重，藉此盛典宣傳統者的「德政」，並爭取士紳及文人的支持。